# سنكلير للأبحاث
شركة سنكلير المحدودة للأبحاث وسنكلير راديونيكس وشركات العلامات التجارية الأخرى (راجع تاريخ العلامة التجارية) هي شركات إنجليزية لمعدات كهربائية وإلكترونية وحواسيب، تعد شركات مختلفة قانونياً، لكنها متشابهة تاريخياً؛ أسسها كليف سنكلير. تأسست شركة سنكلير راديونيكس في كامبريدج عام 1961، ثم جرى التنازل عنها في نهاية السبعينيات لصالح شركة سنكلير للأبحاث، المعروفة بشكل رئيس بأجهزة الكمبيوتر زد اكس 80و81، وهما رواد الحوسبة الشخصية.
وقد شملت قائمتها معدات الهاي فاي: الآلات الحاسبة، أجهزة الراديو، إلخ. وكانت سماتها المشتركة الابداع أو الحجم الصغير. إن تسمية كل منتج على أنه الأصغر حجما في العالم وهوأمر شائع في تسويق العلامة التجارية.
صمَّم سنكلير أول تلفزيون جيب في عام 1966، لكن دون طرحه في الأسواق. وفي عام 1972، سوقّت الشركة أول آلة حاسبة للجيب: سنكلير العلمية، ثم تتابعت العديد من النماذج الأخرى، مثل سنكلير كامبرديج وسنكلير سينتفيك وسنكلير أوكسفورد.
في عام 1980 دخلت شركة سنكلير سوق الحواسيب الشخصية بطرح حاسوب زد 80 مقابل 99.95 جنيهاً أسترالياً، الذي يعد أرخص حاسوب شخصي يُطرح للبيع في المملكة المتحدة. في عام 1982 صدر حاسوب زد إكس سبكتروم وأصبح الحاسوب الأكثر مبيعاً في المملكة المتحدة وبذلك بلغت الشركة ذروة نجاحها. أسس سنكلير مركز ميتلاب للأبحاث في ميلتون هول (بالقرب من كامبريدچ)، وهو مختبر أبحاث للتقنيات العالية: الذكاء الاصطناعي، الدوائر المتكاملة الكبيرة وما إلى ذلك. في عامي 1984 و1985 أدت الخسائر الاقتصادية التي لحقت بحاسوب سنكلير كيو إل وتلفزيون جيب طراز تي في 80 ومشروع السيارة الكهربائية سي 5 إلى إفلاس الشركة وبيعت حقوق الملكية للمنتجات والعلامة التجارية لشركة أمستراد عام 1986 ورغم ذلك مازالت الشركة مستمرة وتعرض منتجاتها إلى اليوم.

## سنكلير راديونيكس
أسس كليف سينكلير شركه سينكلر راديكونس في 25 يوليو 1961 في كامبريدج بإنجلترا، لتسويق منتجات هاي فاي وأجهزة الراديو والآلات الحاسبة وغيرها من الأدوات العلمية، ومعظمها متوفر كمجموعة (جاهزة للتركيب).أستخدم كليف أموال هذه المجموعات لكتابة مقالات تعرض الاسلكية العملية.
وكانت أول منتجات سنكلير راديونكس هي أجهزة الراديو، التي افتتح سلسلتها سنكلير سلملين، وبيعت كمجموعة في عام 1963. وأعقبها بعد ذلك بعام ميكرو-6، الذي تم تقديمه بشكل خاطئ على أنه "أصغر راديو في العالم، يتم ارتداؤه على المعصم بواسطه حزام من النايلون (أطلق عليه بعد ذلك ترانسريستا).
```
وصف ميكرو اف ام لعام 1965، بأنه أول جهاز استقبال جيبي في العالم، لكنه عاني من مشكلات فنية كبيرة، تتمثل في استقبالة لموجات محطات الراديو بصعوبة.
في عام 1967، قامت سنكلير بتدوير ميكرو-6 وتسويق الميكروماتيك، الذي صنف أيضًا بأنه أصغر راديو في العالم والذي بيع أفضل من سابقيه.
```

دخلت هاي في كتالوج سينكلر في عام 1966، بسترو25 ، وهو مضخم إلكتروني منخفض التكلفة والذي توقف إنتاجة في عام 1968 بسبب نقص الترانزستورات واستبدل في عام 1969 بـسترو 60، الذي يعد جزءًا من مجموعة من المنتجات الصوتية تسمى بروجكت 60، التي كان من المقرر لها ان تصبح أكبر نجاح لـسنكلير في هذا القطاع. أكملت بروجكت 605 لعام 1972 وبروجكت 80 لعام 1974 هذا النجاح.
شهد عام 1966 أيضًا وصول سينكلر راديكونس لتصميم أجهزة التلفاز وهو مايكروفيجن، أول تلفاز محمول، والذي لم يطرح لأن تعقيد الجهاز يحول دون إنتاجه 6. في العام التالي، سوقت النسخة المتقدمة من مايكروفيجن، TV1A / MON1A ، لكن هذه المرة، كان سعره هو عائق المبيعات، وبيعت أحدث الموديلات. في عام 1978، ظهرت نسخة TV1B ، ولكن على الرغم من آمال كليف سينكلير في النجاح، إلا أن كانت هذه المبيعات مخيبة للآمال مرة أخرى، ثم بيعت هذ التكنولوجيا المتقدمة إلى بيناتون.
خلال السبعينيات، ركز سنكلير على إنشاء حاسبات جيب فعالة وبأسعار معقولة. في عام 1972، قام المدير التنفيذي سنكلير بتسويق أول آلة حاسبة للجيب في العالم.التي يمكنها فقط القيام بالعمليات الرياضية الأساسية، مثل الجمع والطرح والضرب والقسمة، وعرضها وذلك باستخدام الثنائيات الباعثة للضوء، وعلي الرغم من سرعه إفراغ البطاريات، إلى الحد الذي يجعلها تنفجر أثناء الاستخدام لفترة طويلة، فقد كان نجاحا كبيرا، وجلب الكثير من المال للشركة، والذي حسن في عام 1973 مع الذاكرة التنفيذية.
في عام 1975 طرحتها سنكلير أكسفورد، بإصدارات 100 و 150 و 200 و 300، يعقبها سنكلير العلميه. كانت سلسلة أكسفورد في البداية طلبًا من العلامة التجارية جليت، التي رفضت في النهاية هذا الجهاز. مرة أخرى، عانت الآلة الحاسبة من بطارية سريعه النفاذ. في عام 1977، حاول سنكلير أن تأخذ تدرجها مع هذة الحاسبة، المتوفرة بطلاء من الكروم، أو بالذهب أو الفضة، ولكن إذا تم تقدير هذه الحاسبة لتصميمها ومظهرها، فإن نجاحها كان محدود. في عام 1978، كانت الآلة الحاسبة أكثر إكتمالا، رئيس سنكلير، هي أحدث طراز للعلامة التجارية، لكنها لم تكن ناجحة، بسبب المنافسة الشرسة مع المناظرين الآسيويين.
في أغسطس 1975، أطلقت سنكلير مره اخري طقم من ساعات الكوارتز (متوفرة أيضا بكثره)، الساعة السوداء، ولكن كانت بطاريتها سيئة، وبالإضافة إلى ذلك دقتها الضعيفة (كوارتزها حساسة جدًا لدرجة الحرارة)، فالساعة هشة (يمكن حرقها بواسطة الكهرباء الساكنة للسترة)، المنتج كارثة وطغت خدمة ما بعد البيع، وأعيد تدوير الأجزاء المتبقية لتصبح ساعة مكروكرتز التي بيعت بشكل جيدًا ولكنها لا تعوض عن خسارة الأموال التي تكبدتها الشركة.
بعد ذلك بعام، في أغسطس 1976، اشتري ممثل خارجي يسمي بمجلس المؤسسات الوطنية جزء كبير يقدر ب (43 ٪). في عام 1977، سيطرت السياسة البيئية الجديدة على أسهم راديونكس بنسبة 73٪ وذلك لعدم رغبته في المشاركة في شركته، استقال كلايف سينكلير في يوليو 1979، ليعود إلى شركته الأخرى «أداة سنكلير».
```
عمل كريس كاري في شركة سنكلير راديونكس منذ عام 1966، وذلك قبل تأسيسة لشركته الخاصة أكرون. قامت بيناتون بشراء منتجات راديونكس التلفزيونية والآلات الحاسبة، لتحل محلها شركه سنكلير للإلكترونيات في سبتمبر 1979، ثم بـشركة ثاندار للإلكترونيات، التي قامت بتسويق المنتجات المتبقية.
```

طورت شركة سنكلير الجديدة الآلة الحاسبة للمعصم، وهي ساعة حاسبة ناجحة. في يوليو 1977، غير اسم الشركة إلى علوم كامبدريدچ.

## علوم كامبريدچ
في بداية هذه الفترة، عرض إيان ويليامسون كريس كاري نموذجًا أوليًا للحاسوب مستخدمًا عناصر آلة حاسبة سنكلير وباستخدام معالج SC / MP (الخاص بشركة) أشباه الموصلات الوطنية. شجع كريس هاري سنكلير على إنتاج الحاسوب بالاتفاق مع ويليامسون بدون إبرام أي عقود. تقترح شركة أشباه الموصلات الوطنية إعادة تصميم المشروع (باستخدام مكوناته فقط والاهتمام بالإنتاج).
في يونيو 1978 أصدرت علوم كامبريدچ أول حواسيبها الصغيرة، ام كي 14، استنادًا إلى مكونات (شركة) أشباه الموصلات الوطنية. وستبيع هذه المجموعة 50.000 نسخة، على الرغم من الطبيعة البدائية للشاشة (خط من 8 أو 9 صمامات ثنائية باعثة للضوء الأحمر) ولوحة المفاتيح (التي تحتوي على 20 مفتاحًا فقط). في يوليو من نفس العام تم إطلاق مشروع حاسوب آخر، بدأ سنكلير في تصميم جروندي نيوبرين مع ماك (مصمم الأجهزة) وباسيل سميث (مصمم البرمجيات)، ولكن مع إدراكهم أن الجهاز سيتجاوز سعر 100 جنيهًا، فقد تم استبدال المشروع بمشروع زد اكس 80، الذي بدأ في مايو 1979. وسوق في فبراير 1980 مقابل 79.95 جنيهًا غير مجمعة أو 99.95 جنيهًا مجمعة مسبقًا.
في نوفمبر من نفس العام تم تغيير اسم الشركة إلى شركة سنكلير للحواسيب المحدودة.

## الحواسيب
في مارس 1981، أعيدت تسمية الشركة مرة أخري إلي شركة سنكلير للأبحاث المحدوده، طرح سنكلير زد اكس 81، في مجموعة أو تم تجميعها مسبقًا. في غضون عامين، بيع مليون آلة، جزءمنها في الولايات المتحدة، من خلال شركة تيميكس التي حصلت على ترخيص لبناء وبيع أجهزة الكمبيوتر الخاصة بـسنكلير، باسم تيميكس سنكلير وذلك في فبراير 1982 .
في أبريل، إضيف جهاز زد اكس سبكتروم إلى الكتالوج، بسعر 125 إلى 175 جنيهًا، سعة ذاكرتة من 16 إلى 48 كيلوبايت من ذاكرة الوصول العشوائي (الذاكرة النشطة)، باعت الولايات المتحدة هذا الجهاز باسم تي اس 1000.
في مارس عام 1982، حققت الشركة أرباحا قدرها 8.55 مليون جنيه.
سمحت الأموال المكتسبة، من حواسيب شركة سنكلير للأبحاث، بالاستثمار في مشاريع مبتكرة: ففي سبتمبر 1983، طرح جهاز التلفاز المصغر تي في 80 (المعروف أيضًا باسم تلفاز الشاشة المسطحة أو اف تي في)؛ وهو مجهز بشاشة مسطحة، تتشكل صورتها بواسطة أنبوب أشعة الكاثود، والتي توضع بالتوازي مع الشاشة وإرجاع تدفق الإلكترونات إلى الشاشة بواسطة حقل كهرومغناطيسي قوي. ولكن كانت المبيعات مخيبة للآمال (بيع 15000 نموذج فقط)، ولم تعوض تكاليف هذا التطور. اشترت سنكلر شركة ميلتون هول، الموجودة بالقرب من كامبريدج، لإنشاء معمل ميتا وهو مركز للبحث والتطوير.
في نهاية هذا العام، تم التخلي عن العلامة التجارية تيمكس سنكلير بسبب فشلها في دخول السوق الأمريكية. استمر بيع حواسيب تميكس في بلدان أخرى، وبعض هذة النماذج هي تطورات قامت بها سنكلير، مثل تي اس 2048 و 2068.
```
في 12 يناير 1984، قدمت سنكلير كيو ال، كان هذا التصميم ومفهومه الفني لا يزالان قيد الصنع، وذلك قبل ماكنتوش أبل مباشرة . طرح طراز كيو ال، المصمم للسوق المهنية، أخيرًا في شهر مايو، لكنه عاني من ذاكرة روم غير كافية: تم بعد ذلك اضيف امتداد غير مرئي (دائرة يتم تركيب روم عليها).
```

وصلت النسخ التي تعمل بكامل طاقتها بعد ستة أشهر تقريبًا، مما أثار شكاوى من العملاء، بدعم من هيئة معايير الإعلان البريطانية. إن اللوم الذي وجه إلى سنكلير هو صرف الشيكات قبل عدة أشهر من تجميع الآلات وتسليمها. كانت المبيعات مخيبة للآمال مقارنة بتنبؤات المليون آلة: وبالمنافسة مع أجهزة الكمبيوتر المتوافقة مع كيو ال واي بي ام بي سي لا يوجد مقارنة على الإطلاق، بيع في الواقع 100000 وحدة فقط . توقف الإنتاج في فبراير عام 1985، عندما انخفض سعر البيع إلى نصف قيمته من البداية .
في أكتوبر 1984، ظهر زي إكس سبكتروم + ، وهو تطور الطيف. كان التغيير الرئيسي فية هو لوحة المفاتيح، ذلك بإستبدال المفاتيح المطاطية الأصلية بمفاتيح بلاستيكية أكثر عملية. مرة أخرى، بيع الجهاز بشكل سيئ. طرح إصدار أكثر قوة قليلاً، زد إكس سبكتروم 128، في السوق من قبل الشركة الإسبانية انفيرونيكا.
منذ 1981 حتي 1998، قامت سنكلير وشركات أخرى مثل كيمبستون مايكرو إلكترونيك بإنشاء العديد من الأجهزة الطرفية لحواسيب سنكلير: وهي عصا التحكم، الطابعة حرارية ووحدات تمديد الذاكرة. أستخدمت وسائط التسجيل ل زد إكس سبكتروم التكنولوجيا الكلاسيكية لأشرطة الكاسيت ومسجلات الأشرطة، ولكن طورها سنكلير تنسيقها بشكل صحيح: باستخدام زد إكس ميكرودريڤ علي كيو إل.

## السقوط
في يناير 1985، أطلقت سنكلير ساعة اليد إف إم، وهي ساعة راديو مصنوعة من الكريستال السائل، ولكنها لم تباع بالكاد، مما جعلها اليوم عنصرًا مطلوباً.
بعد أن كان السيد كليف سنكلير مهتمًا بالسيارات الكهربائية لفترة طويلة، بدأ في تطوير «سيارة فردية» ذات مقعد واحد. وبهذه المناسبة، أنشئت شركة جديدة باسم شركة سنكلير للمركبات المحدودة في مارس 1983 ؛ وأطلقت أول منتج لها سنكلير الكهربائية سي 5 . في 10 يناير 1985. كان الغرض من هذة السيارة، ثلاثية العجلات المزودة بالبطاريات، أن تكون أول سيارة صديقة للبيئة وبسعر مناسب، أي بسعر 399 يورو . لقد كان فشلا تجاريا، فقد بيع 17000 وحدة فقط، ووصلت الخسائر الي 7 ملايين جنيه مما دفع الشركة إلى الإغلاق في وقت لاحق من هذا العام، عندما كان من المقرر إنشاء سي 10 وسي 15، أكبر وأكثر السيارات الكهربائية تقليدا.
أدي الفشل الثلاثي لـ سي 5 وكيو ال وتي في 80، المستثمرين يفقدون ثقتهم في كليف سنكلير.
في 28 مايو 1985، أعلنت شركة سنكلير عن رغبتها في جمع 10 إلى 15 مليون جنيه بهدف إعادة هيكلة أبحاث سنكلير. ولكن بسبب الإخفاقات الأخيرة، أصبح من الصعب الحصول على هذه الأموال. في عام 1986، باعت الشركة جميع منتجاتها الحاسوبية، وكذلك العلامة التجارية سنكلير، إلى امستراد .
لا يتعلق هذا البيع بالبنية التحتية، بل بالمنتجات وصورة العلامة التجارية سنكلير.
غيرت اسم الشركة إلى كامبريدج للكمبيوتر المحدودة.زد 88 هو المنتج الوحيد الذي تحمله شركة سنكلير ، وهو حاسوب مزود بشاشة ال سي دي مدمجة ومفاتيح مطاطية .أعلنت الشركة عن أجهزة المساعد الرقمي الشخصية .

## من 1990 حتي الآن
لا زالت الشركة موجوده، لكن في شكل مختلف عن شكل بدايتها : أصبح كليف سنكلير الموظف الوحيد في الشركة، وضمن الإدارة والبحث والتطوير. . . من عام 1993 إلى عام 1995، استمر سينكلير في خسارة الأموال وإنخفاض حجم مبيعاته بشكل مستمر.
في عام 1992، سوقت محاولة سينكلير الثانية لتجديد وسائل النقل ، في شكل دراجة كهربائية خفيفة تسمى زيكي. من بين 10000 دراجه ، بيع 2000 دراجة فقط ، مما أدي إلي تكرار فشل سي 5 .
من عام 1994 إلى عام 2000، أطلقت سنكلير سلسلة زيتا 1 وزيتا2 وزيتا 3 (ملحقات نقل الانبعاثات الصفرية)، ذات محركات كهربائية مساعدة للدراجات. هذه المنتجات عبارة عن صناديق مزودة ببطاريات ومحرك وأسطوانة تلامس عجلة الدراجة ، علي غرار سولكس. بيع من النموذج الأول 15000 نسخة .
عادت شركة سنكلير إلي إحياء منتجاتها الأصلية من خلال راديو زد 1 مايكرو Am ، الذي يباع كأصغر راديو AM في العالم ، مع إمكانية توصيله خلف الأذن. لا يزال هذا الراديو مسوقًا في عام 2007.
في عام 2001 صممت سنكلير سي سكوتر ، وهو مروحة كهربائية للغوص تحت البحر. وطورته بومبارديه ، بتمويل وتوزيع شركة دكا للتنمية المحدودة من هونغ كونغ ، لاقي نجاحاً وبيع إلي الآن في جميع أنحاء العالم في عدة إصدارات ، بعضها يسمح بسحب الغواصة بسرعة 5 كم / ساعة إلى عمق 50 مترًا تحت السطح .
في عام 2003، صممت وحدة محرك الكراسي المتحركة ZA20 بالشراكة مع شركة داكا للتنمية في هونج كونج. يعد هذا المنتج مستمد من سلسلة زيتا للدراجات ، هو معزز للكراسي المتحركة . مزاياه: خفتة وسعره .
```
أعلن عنة عام 2004، ولكن طرح أخيرًا في عام 2006، الدراجة A هي دراجة قابلة للطي خفيفة وصغيرة الحجم ، تبدو مختلفة عن البقية.
```

## تطور العلامة التجارية
خضعت أعمال كليف سينكلير لتغييرات عديدة في الاسم ، وهو انقسام أعقبه التخلي عن أحد الكيانين. أشتري مجلس المؤسسة الوطنية الشركة الأصلية، سنكلير ردايكونس المحدوده، مرتين : في المرة الأولى بنسبة 43٪ في أغسطس 1976 وذلك بعد فشل الساعة السوداء ، والثانية بنسبة 73٪ في يوليو 1977 وذلك بعد إستحواذ الدول الآسويه علي سوق الآلات الحاسبة . هذا الاستحواذ هو بداية إنتهاء العمل الأصلي لكليف سنكلير، الذي تركها مع كريس كاري بعد أن فقد السيطر عليها. قامت بيناتون بشراء منتجات التلفاز والآلات الحاسبة في أغسطس 1979، وغير ما تبقى من راديوكنس إلى سنكلير للإلكترونيات في سبتمبر ، ثم ثاندر للإلكترونيات المحدودة في يناير 1980.
قبل بضع سنوات ، في عام 1973، أنشأ السير كليف سينكلير أبلس ديل، بهدف النهاية المحتملة لراديونيكس. في فبراير 1975، غير اسم الشركة إلى ويسكتمينستر ميل اوردر المحدودة . ثم إلى شركة سنكلير للمعدات المحدودة وذلك في أغسطس من نفس العام . انضم كليف سينكلير وكريس كاري إلى هذه الصناعة في عام 1977، وأعادوا تسميتها بعلوم كامبريدج في يوليو 1977. وكانت هذه الشركة هي نقطة البداية لأبحاث سينكلير ، التي أطلقت زذ80 في عام 1980. غير اسم الشركة لفترة وجيزة إلى سنكلير للحواسيب المحدودة. بين نوفمبر 1980 ومارس 1981، أخذت الشركة اسمها النهائي سنكلير للأبحاث المحدوده. . أنشئت سنكلير في يونيو من نفس العام سنكلير براون المحدوده وهي شركة نشر .
في عام 1982، سمحت الحقوق لشركة تايمكس ببيع منتجات سنكلير في الولايات المتحدة.
في مارس 1983، إنشئت شركة سنكلير للسيارات المحدودة. وهو فرع من سنكلير للأبحاث مخصص لتصنيع وسائل النقل. كان وجود هذه الشركة قصير ، بسبب كارثة منتجها الوحيد وهو السيارة الكهربائية سي 5، التي دفعها إلى التصفية . في 4 نوفمبر 1985، غير اسم الشركة إلى تي بي دي المحدودة. من 15 أكتوبر 1985 حتى نهايتة ، اقتصر كيان سنكلير للمركبات علي إدارة الطلبات والمبيعات.

## التطور الأقتصادي
تأسست شركة سنكلير راديوكنس عام 1961، وبدأت بجني الأرباح بفضل منتجاتها العالية الدقة مثل نظام الصوت بروجكت 60 والآلات الحاسبة .وفي المقابل ، الفشل المكلف للساعة السوداء والمنافسة علي الإلكترونيات اليابانية ، في منتصف السبعينيات ، مما سمح لمجلس إدارة المؤسسة الوطنية بالسيطرة على الشركة. أتي نجاح سنكلير في أوائل الثمانينيات ، مع شركتها الثانية سنكلير للأبحاث (ادلس ديل سابقًا)، وذلك بفضل إصدار زد 80. في ذروة نجاحها، عمل بها 140 موظفًا، ولكن الاستثمارات اللازمة للمشاريع الثلاثة للكمبيوتر كيو ال ، السيارة سي 5 والتلفاز المحمول تي في 80 في عام 1985 لا تقابلها المبيعات ، كانت هذه بداية سقوط شركة سنكلير . في عام 1990، لم يتبقي سوي ثلاثة موظفين في الشركة.